# Ferdinand Karmelk
Ferdinand Karmelk (* 1. Juni 1950; † 20. August 1988) war ein niederländischer Gitarrist.

## Leben und Karriere
Von 1976 bis 1978 war er Mitglied von Herman Brood & His Wild Romance. Anschließend wurde er Gitarrist der Band von Nina Hagen, mit der er in einer Beziehung lebte, aus der 1981 die gemeinsame Tochter Cosma Shiva Hagen hervorging. Für Hagens Album NunSexMonkRock (1982) komponierte er zwei Songs, Smack Jack und Dread Love. Die Single Smack Jack hatte 1982 in Norwegen eine Top-Ten-Platzierung.
Karmelk war heroinsüchtig und an AIDS erkrankt. In diesem Kontext war Hagen Anfang 1988 Überraschungsgast einer Aids-Gala im Theater des Westens unter der Schirmherrschaft der Vereinigung Berliner Strafverteidiger für die Gründung eines Rechtshilfefonds für Aids-Infizierte der AIDS-Stiftung Positiv leben. Hagen trennte sich von Karmelk und zog später zusammen mit der Tochter in die USA. Ferdinand Karmelk starb am 20. August 1988 im Alter von 38 Jahren.